# 靳村乡
靳村乡，是中华人民共和国河南省洛陽市汝阳县下辖的一个乡镇级行政单位。

## 行政区划
靳村乡下辖以下地区：
靳村、石寨村、春树村、双寺村、沙沟村、太平村、鱼山村、小白村、杨平村、七里村和西沟村。